# Тарзан (филм, 1999)
Вижте пояснителната страница за други значения на Тарзан.
„Тарзан“ (на английски: Tarzan) е американски анимационен приключенски филм, продуциран от Уолт Дисни Фичър Анимейшън за Уолт Дисни Пикчърс през 1999 г. Това е 37-ият пълнометражен филм на Дисни и десетият (последен) филм, част от ерата Дисни Ренесанс, базиран на книгата Тарзан, храненикът на маймуните от Едгар Райс Бъроуз, като е първата анимационна версия на същата история. Режисьори са Кевин Лима и Крис Бък, сценарият е на Таб Мърфи, Боб Цудикър и Нони Уайт и с гласовете на Тони Голдуин, Мини Драйвър, Глен Клоуз, Алекс Д. Линц, Роузи О'Донъл, Брайън Блесед, Ланс Хенриксен, Уейн Найт, Тейлър Дъмпси и Найджъл Хоторн.
Предпроизводството на Тарзан започва през 1995 г., като Лима е избран за режисьор, а Бък се присъединява към него същата година. След първия проект на Мърфи, Цудикър, Уайт и Дейв Рейнолдс се присъединяват, за да променят третото действие и да добавят допълнители сцени към сценария. Английският музикант Фил Колинс е назначен да композира и записва песни, интегрирани с партитури от Марк Мансина. Междувременно, продуцентският екип предприема изследователско пътуване до Уганда и Кения, за да проучи горилите. Анимацията на филма съчетава 2D традиционна рисувана анимация с широкото използване на компютърно генерирани изображения и е направена в Калифорния, Орландо и Париж, като пионерната софтуерна система за компютърна анимация Deep Canvas се използва предимно за създаване на триизмерни фонове.
Предпремиерно Тарзан е излъчен в „El Capitan Theatre“ на 12 юни 1999 г., а официалната му премиера в САЩ е на 16 юни 1999 г. Филмът получава положителна реакция от критиците, които хвалят неговата анимация и музика. Срещу бюджет от 130 милиона долара (тогава най-скъпият анимационен филм, правен до Final Fantasy: The Spirits Within през 2001 г.), филмът събира 448,2 милиона долара в световен мащаб, превръщайки се в петия най-касов филмов през 1999 г. и втората най-успешна анимация от същата година след Играта на играчките 2. Тарзан печели наградата на Академията на САЩ в категория Най-добра оригинална песен ("You'll Be in My Heart" от Фил Колинс). Филмът има множество производни произведения, като адаптацията мюзикъл на Бродуей, телевизионен сериал и две продължения, реализирани директно към видео, Tarzan & Jane (2002) и Тарзан 2 (2005).

## Сюжет
В края на 1800 г. английска двойка и невръстният им син бягат от корабокрушение и се озовават близо до неизследвана тропическа гора на брега на Конго. Двойката си изгражда къщичка с дървета от останките на кораба. Междувременно лидерът на група горили Керчак играе със сина си, докато леопард на име Сабор не го убива. Скоро след това половинката на Керчак Кала чува виковете на невръстния син и намира къщата на дърветата, където открива, че Сабор е убил и двойката. Кала се среща със Сабор и бяга с бебето, което притежава. Кала отвежда пеленачето обратно в своя отряд, за да отгледа като свое, действие, срещу което Керчак се противопоставя. Кала осиновява човешкото дете, кръщавайки го Тарзан.
Когато е на пет години, Тарзан започва да се сприятелява с други животни, включително братовчедка си и племенницата на Кала и Керчак, Търк, и параноичния мъжки африкански слон на име Тантор, но към Тарзан се отнася враждебно поради физическите различия, затова полага големи усилия да се усъвършенства. Като млад, Тарзан успява да убие Сабор с копие, което е изработил, спечелвайки уважението на Керчак.
Спокойният живот на горилите е прекъснат от пристигането на екип от английски изследователи, състоящ се от професор Портър, дъщеря му Джейн и техния екскурзовод, ловеца Клейтън. Изследователите търсят да изучават горили. Джейн случайно се отделя от групата и е преследвана от мандрилов отряд, като Тарзан я спасява. Тарзан изучава Джейн и осъзнава, че тя е подобна на него. Джейн води Тарзан до лагера им, където Портър и Клейтън се интересуват от него. Портър разглежда Тарзан като възможност за научен напредък, докато Клейтън желае да убеди Тарзан да го заведе до горилите. Керчак категорично предупреждава Тарзан да стои далеч от тях, но Тарзан не се подчинява на предупрежденията му и продължава да се връща в лагера, където Портър и Клейтън го учат да говори английски, както и какъв е човешкият свят. С течение на времето Тарзан и Джейн постепенно започват да се влюбват. Заради Керчак Тарзан все още отказва да води изследователите до горилите.
Корабът на изследователите скоро се завръща, за да ги прибере. Джейн моли Тарзан да се върне с тях в Англия, но Тарзан моли Джейн да остане при него, когато Джейн му отвръща, че е малко вероятно някога да се върнат. Клейтън убеждава Тарзан, че Джейн ще остане с него, ако ги заведе до горилите. Тарзан се съгласява и води тримата към местата за гнездене, докато Търк и Тантор примамват Керчак далеч, за да му попречат да атакува хората. Джейн и баща ѝ се вълнуват да се смесват с горилите. Внезапно Керчак се връща, за да ги види и се опитва да атакува, но Тарзан го задържа, което позволява на Портър и Клейтън да избягат. Разгневен, Керчак обвинява Тарзан, че е предал войската, което кара Тарзан да избяга, чувствайки вина. Кала отвежда Тарзан в къщата на дърветата, където тя му показва истинското му минало. В крайна сметка Тарзан облича костюм, който някога е принадлежал на баща му, което означава решението му да замине за Англия, преди той и Кала да се сбогуват.
Когато Тарзан се качва на кораба с Джейн и Портър, те са в обсадени от Клейтън и неговата предателска група от непоколебими главорези. Клейтън разкрива плана си затова как се надява и планира да завземе горилите, а той просто използва семейство Портър, за да отиде в джунглата. Впоследствие той използва Тарзан, за да открие местата за гнездене и заключва Тарзан, Джейн и Портър, за да не му пречат. Тарзан успява да избяга с подкрепата на Терк и Тантор и се връща в джунглата, за да спаси горилите. По време на битката Клейтън смъртно застрелва Керчак в гърдите. Тарзан се бори с Клейтън. Въпреки че Тарзан пощаждява живота на Клейтън и унищожава пушката му, Клейтън се опитва да го убие с мачето си. След това Тарзан хваща Клейтън с лиани, но Клейтън се опитва да се освободи и разрязва всички растения. В битката Клейтън пада от дървото, когато лиана се оплита около врата му и го убива. След това Тарзан придружава Керчак, който го утвърждава като свой син и умира спокойно от раните си.
На следващия ден Джейн и баща ѝ се подготвят да тръгнат за кораба, но Тарзан остава по-назад с войската на горилите. Докато корабът заминава, Портър насърчава дъщеря си да остане с Тарзан, а Джейн прескача зад борда, за да се срещне с Тарзан, а баща ѝ, който скоро я следва. Семейство Портър се събират отново с Тарзан и се впускат в новия си живот заедно.

## Актьори
- Тони Голдуин - Тарзан, двадесетгодишен мъж, отгледан от горили, който намира своите човешки корени. Глен Кийн е аниматорът на Тарзан като възрастен, а Джон Рипа анимира Тарзан като бебе и дете. Джон Рипа изучава движенията на младите шимпанзета, които да използва за анимацията на младия Тарзан.[4] Брайън Блесид озвучава вика на Тарзан, докато Голдуин диалозите на Тарзан.
  - Алекс Д. Линц - Тарзан (млад)
- Мини Драйвър - Джейн Портър, ексцентричната, борбена, добродушна и интелигентна дъщеря на професор Портър. Тя е първата от групата, която среща Тарзан и се превръща в неговия любовен интерес. Кен Дънкан е главният аниматор на Джейн. Много от маниерите на Драйвър са включени в анимирането на Джейн. Сцената, в която Джейн описва среща за първи път с Тарзан с баща си и Клейтън, е импровизирана от Драйвър, в резултат на което Кен Дънкан създава една от най-дългите анимационни сцени на филма, за която са необходими 7 седмици за анимация.[4]
- Глен Клоуз - Кала, осиновителката на Тарзан, която го намира и отглежда, след като губи биологичния си син заради Сабор. Тя е и половинка на Керчак. Ръс Едмондс е главният аниматор на Кала.
- Ланс Хенриксен - Керчак, половинката на Кала и водачът на горилите, който се бори срещу приемането на Тарзан. Брус У. Смит е главният аниматор на Керчак.
- Брайън Блесид - Уилям Клейтън, интелигентен и забавен, но арогантен и коварен - ловец, който ръководи семейство Портър в тяхното търсене. Ранди Хейкок е главният аниматор на Клейтън, базирайки дизайна си на Кларк Гейбъл и други филмови звезди от 30-те и 40-те години.[4]
- Найджъл Хоторн - Професор Архимедес Портър, ексцентричен учен и баща на Джейн. Дейв Бърджис е главният аниматор на Портър.
- Роузи О'Донъл - Търк, съкратено от Търкина, най-добрата приятелка на Тарзан, остроумна мъжкарана с бруклински акцент. Тя е племенница на Кала и Керчак и братовчедка на осиновения Тарзан. Майкъл Съри е главният аниматор на Търк.
- Уейн Найт - Тантор, параноичен слон и приятел на Тарзан и Търк. Серхио Паблос е главният аниматор на Тантор.
  - Тайлър Демпси - Тантор (млад)
- Ерик фон Детен и Джейсън Марсдън - Флинт и Мънго, две млади горили, приятели на Търк.

## В България
В България филмът е издаден VHS касета от Александра Видео през октомври 2000 г.
През 2005 г. е издаден на DVD със специално издание.
През 2008 г. и 2009 г. се излъчва по Нова телевизия, и през 2010 г. и 2011 г. по bTV.

### Синхронен дублаж
| Роля            | Изпълнител |
| --------------- | --- |
| Малкия Тарзан   | Николай Сугарев |
| Тарзан          | Мариан Маринов |
| Джейн Портър    | Ася Рачева |
| Търк            | Василка Сугарева |
| Клейтън         | Пламен Захов |
| Професор Портър | Калин Арсов |
| Кала            | Лидия Вълкова (диалог) Василка Сугарева (вокал) |
| Керчак          | Димитър Герасимов |
| Малкия Тантор   | Христо Михайлов |
| Тантор          | Георги Спасов |
| Други гласове   | Ива Апостолова Тони Кютева Калоян Пенков Росен Шаламанов Росен Плосков Симеон Викторов Цветан Ватев Даниела Ковачева Деница Антонова Евгения Брайнова Йоанна Драгнева Розалина Караславова Силвия Бошнакова Симона Гергова Стефка Моллова Поли Генова Яна Балева |

| Песен                                | Изпълнител |
| ------------------------------------ | --- |
| Два свята                            | Продуценти и аржименти: Фил Колинс и Марк Мансина Изпълнява: Стамен Янев Диригент на оркестъра Марк Мансина                                |
| В моето сърце                        | Продуценти: Фил Колинс и Марк Мансина Аржимент: Марк Мансина Изпълнява: Василка Сугарева и Стамен Янев Диригент на оркестъра: Марк Мансина |
| Силен мъж                            | Продуцент и аржимент: Фил Колинс Изпълнява: Стамен Янев                                                                                    |
| Нашествие в лагера                   | Продуцент и аржимент: Фил Колинс Звуци и перкусия: Фил Колинс Допълнителни музикални аржименти: Пол Богаев                                 |
| Различен                             | Продуцент: Фил Колинс Аржимент: Фил Колинс и Марк Мансина Изпълнява: Стамен Янев Диригент на оркестъра: Марк Мансина                       |
| В моето сърце (версия на Фил Колинс) | Продуценти: Роб Кавайо и Фил Колинс Изпълнява: Фил Колинс Оригинален запис миксиран от: Крис Лорд-Ейлджи                                   |
| Два свята (версия на Фил Колинс)     | Продуцент и аржимент: Фил Колинс Изпълнява: Фил Колинс                                                                                     |

| Обработка                               | Александра Аудио (2000)               |
| --------------------------------------- | ------------------------------------- |
| Режисьор на дублажа                     | Даниела Горанова                      |
| Превод и адаптация Творчески консултант | Венета Янкова                         |
| Музикален режисьор Превод на песните    | Десислава Софранова                   |
| Продуцент на българската версия         | Disney Character Voices International |